# SEPECAT Jaguar
SEPECAT Jaguar — brytyjsko-francuski samolot myśliwsko-bombowy wykorzystywany przez RAF i Armée de l'air, obecnie tylko przez Indyjskie Siły Powietrzne. 1 lipca 2005 maszyny wykorzystywane przez lotnictwo francuskie zostały zastąpione nowocześniejszymi typu Dassault Rafale. SEPECAT Jaguar był pierwszym samolotem wojskowym budowanym w kooperacji przez dwa państwa, a jednocześnie pierwszą maszyną brytyjską, przy której budowie użyto skali metrycznej.

## Historia
W 1957 brytyjskie Ministerstwo Obrony zdecydowało o zakończeniu projektowania samolotów myśliwskich zdolnych do walki tylko przy pomocy uzbrojenia strzeleckiego na korzyść maszyn uzbrojonych w pociski rakietowe.
Na początku lat 60. zdecydowano o rozpoczęciu prac nad nową maszyną, a w 1962 przedstawiono gotowy projekt samolotu oznaczonego jako AST.362 (od Air Staff Target 362). Nowy samolot miał zastąpić szkolne wersje myśliwców Foland Gnat T.1 i Hawker Hunter T.7 oraz posłużyć jako lekki samolot szturmowy. Brytyjska wytwórnia lotnicza British Aircraft Corporation (BAC) przystąpiła do realizacji projektu maszyny, która miała być napędzana silnikami Rolls-Royce RB.172 i osiągać prędkość 1,7 Ma.
Ze względu na brak funduszy na nowy samolot prace nad nim nie posuwały się naprzód do momentu zainteresowania się projektem przez rząd Francji, która również planowała budowę podobnej maszyny w ramach programu ECAT (od fr. École de Combat et Appui Tactique, nauka walki i wsparcia taktycznego). Francuska maszyna miała zastąpić szkolne Fougi Magistery i Lockheedy T-33 oraz szturmowe Super Mystère’y B.2, F-84F Thunderstreaki i F-100 Super Sabre’y. Podobieństwo projektów i takie zbliżone wymagania doprowadziły w marcu 1964 do połączenia sił obu rządów w celu budowy wspólnej maszyny. 
W międzyczasie pojawiły się pewne niezgodności w oczekiwaniach obu stron co do nowej maszyny. W konsekwencji postanowiono zbudować dwa samoloty, jeden bazujący na założeniach ECAT szkolno-treningowy dla RAF-u i Royal Navy, który miałby pełnić również rolę szkolno-bojowego samolotu dla Armée de l’Air, oraz drugi szturmowy ze zmienną geometrią skrzydeł oznaczony jako AFVG (od ang. Anglo-French Variable Geometry, angielsko-francuski ze zmienną geometrią skrzydeł) dla sił powietrznych obu państw.
Porozumienie w sprawie budowy wspólnych maszyn podpisano 17 maja 1965 roku. Planowano zbudować 150 maszyn szkolnych dla Wielkiej Brytanii i 150 dla Francji (po 75 szkolnych i bojowych). Nazwa Jaguar dla nowej maszyny powstała w czerwcu 1965 roku. Brytyjskie samoloty szkolne oznaczono jako Jaguar B (od biplace, dwumiejscowy), a francuskie – Jaguar E (od École, szkolny) i Jaguar A (od Appui, samolot wsparcia).
W maju 1966 roku wytwórnie Breguet Aviation i British Aircraft Corporation utworzyły firmę mającą zająć się budową maszyn o nazwie SEPECAT (Société Européenne de Production de l'Avion Ecole de Combat et Appui Tactique, europejska wytwórnia samolotu szkolno-bojowego i wsparcia taktycznego). Z kolei druga typowo bojowa maszyna miała być produkowana w kooperacji firm Dassault i British Aircraft Corporation.
Jako bazę dla Jaguara wybrano projekt lekkiego samolotu szturmowego Breguet Br.121, który jeszcze nie został oblatany, ale był poprzednikiem zbudowanego dla krajów NATO prototypowego samolotu Br.1001 Taon (nie wszedł on do produkcji, gdyż przegrał rywalizację z włoskim Fiatem G.91). Produkcją silników miało się zająć inne konsorcjum brytyjsko-francuskie złożone z firm Rolls-Royce i Turboméca, które wspólnie zbudowało silnik Adour.
W międzyczasie program samolotu ze zmienną geometrią skrzydeł AFVG został zlikwidowany ze względu na brak funduszy. 9 stycznia 1968 rządy Francji i Wielkiej Brytanii podpisały kolejne porozumienie dotyczące samolotu Jaguar, w którym zobowiązały się do zakupienia po 200 egzemplarzy tej maszyny. Strona brytyjska zamówiła 110 dwumiejscowych maszyn w wersji B i 90 jednomiejscowych samolotów szturmowych Jaguar S (od Strike - szturmowy), natomiast Francja pozostała przy zamówieniu dla lotnictwa po 75 egzemplarzy samolotów wersji E i A, zamawiając dodatkowych 10 maszyn Jaguar E dla lotnictwa marynarki wojennej Aeronavale i 40 przystosowanych do lądowania na lotniskowcach maszyn Jaguar M (od Marine - morski).
W styczniu 1970 na podstawie doświadczeń z trwającej wojny wietnamskiej Brytyjczycy zmienili zamówienie na 165 Jaguarów w wersji S i tylko 35 w wersji B.
Zbudowano łącznie po dwa prototypy każdej z czterech wersji, które oblatano kolejno: 
- Jaguar E - 8 września 1968
- Jaguar A - 23 marca 1969
- Jaguar S - 12 października 1969
- Jaguar B - 30 sierpnia 1971

Dodatkowo 14 listopada 1969 oblatano morską wersję samolotu Jaguar M wyposażoną w dłuższą goleń podwozia dziobowego i hak hamujący. Maszyna ta po zakończeniu testów nie została przyjęta na wyposażenie marynarki francuskiej kosztem morskiej wersji samolotu Dassault Super Étendard. W związku z wyborem przez Aeronavale innych maszyn, dodatkowe 50 z zamówionych Jaguarów zostało przejęte przez Armée de l'Air.
Pierwszy seryjny Jaguar wzbił się w powietrze w 1972 roku i przez następne kilka lat maszyny te były wprowadzane na wyposażenie jednostek lotniczych Francji i Wielkiej Brytanii. Francuzi pozostali przy dotychczasowym systemie oznaczeń maszyn jako Jaguar A i Jaguar E, natomiast RAF zmienił oznaczenia swoich maszyn Jaguar S na Jaguar Ground Attack/Reconnaissance Mark 1 (GR.1) i Jaguar B na Jaguar Trainer Mark 2 (T.2).
Produkcję maszyn podzielono po połowie między członków SEPECAT i tak w wytwórni BAC budowano skrzydła, wloty powietrza, tylną część kadłuba wraz z ogonem, a we francuskiej Breguet część dziobową i środkową kadłuba oraz podwozie. Następnie maszyny były składane na liniach montażowych w obu krajach. Taka sama procedura produkcji odbywała się w odniesieniu do silników Adour.

## Konstrukcja
SEPECAT Jaguar jest jednomiejscowym (dwumiejscowym w wersji szkolnej) górnopłatem konstrukcji metalowej, napędzanym dwoma silnikami turboodrzutowymi Adour o ciągu 23,7 kN (35,7 kN z dopalaczem) każdy. Skrzydła dwudźwigarowe, o obrysie trapezowym, skosie 40° i wzniosie -3°. Do budowy płatowca użyto głównie duraluminium i w mniejszym stopniu tytanu. Podwozie samolotu trójpodporowe z kołem przednim, chowane. Kabina pilota była hermetyczna i klimatyzowana, wyposażona w fotel wyrzucany Martin-Baker Mk 4, a w niektórych francuskich i wszystkich eksportowanych do innych krajów Martin Baker FB9. Maszyna została zaprojektowana w taki sposób aby obsługa naziemna była możliwa bez użycia drabin czy innego typu podwyższeń.
Różnice między maszynami francuskimi i brytyjskimi polegały głównie na zastosowaniu innego wyposażenia awionicznego oraz odmiennego uzbrojenia strzeleckiego i rakietowego. Francuskie Jaguary były wyposażone w działka DEFA kalibru 30 mm, a brytyjskie w strzelające tą samą amunicja działka ADEN. Należące do Armée de l'Air maszyny wyposażono w pociski rakietowe R550 Magic, AS.37 Armat i AS30L Laser, podczas gdy należące do RAF-u maszyny posiadały pociski AIM-9 Sidewinder. Pozostałe uzbrojenie również było przeważnie różne z preferencjami na produkowane w kraju użytkownika. Najczęściej spotykane zestawy podwieszeń to:
- 3 dodatkowe zbiorniki paliwa o pojemności 1200 l każdy (konfiguracja do przebazowań).
- 8 bomb w wagomiarze ok. 500 lub 250 kg.
- 24 bomby o wagomiarze ok. 125 kg (250 funtów).
- 4 bomby wagomiaru ok. 500 kilogramów i dwa zbiorniki podwieszane 1200 l.
- 2 zasobniki z niekierowanymi pociskami rakietowymi, 4 bomby 500 kg i zbiornik 1200 l
- 2 pociski AS.30 i jeden AS.37
- zasobnik rozpoznawczy

## Wersje samolotu SEPECAT Jaguar

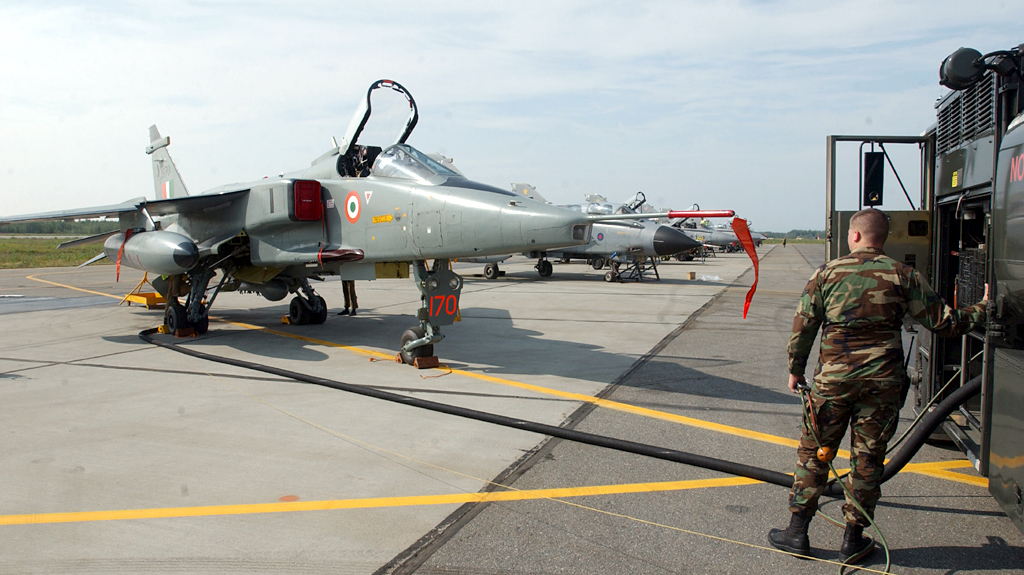
Jaguar GR.1 lotnictwa Indii

- Jaguar A — jednomiejscowa wersja bojowa przeznaczona dla lotnictwa francuskiego
- Jaguar E — dwumiejscowy szkolny samolot z wydłużonym w porównaniu do wersji A kadłubem. Poprzez zastosowanie drugiej kabiny pilota konieczne było usunięcie wciąganej w locie sondy do tankowania w powietrzu (w niektórych egzemplarzach zainstalowano sondę stałą) i ograniczenie wyposażenia elektronicznego. Druga kabina przeznaczona dla instruktora została podniesiona o 38 centymetrów w celu polepszenia widoczności do przodu.
- Jaguar GR.1 — przeznaczona dla brytyjskiego RAF-u wersja bojowa zewnętrznie identyczna z francuskim Jaguarem A. W porównaniu z francuskim samolotem wersja ta posiadała doskonalszą awionikę przystosowaną do ataków na cele naziemne. Dzięki dodatkowym zasobnikom Jaguar GR.1 jest zdolny do wykonywania misji rozpoznawczych w tym również rozpoznania fotograficznego.
- Jaguar T.2 — zewnętrznie podobny do francuskiego Jaguara E, ale z nowocześniejszą awioniką podobną do zastosowanej w GR.1. Wyposażenie strzeleckie ograniczono tylko do jednego lewego działka. Tak jak we francuskiej maszynie konieczne było usunięcie wciąganej sondy do tankowania w powietrzu, ale w tym wypadku nie zastąpiono jej stałą.
- Jaguar ACT — wersja testowa maszyny (ACT od Active Control Technology) służąca do badań systemu sterowania fly by wire dla celów nowego samolotu wielozadaniowego Eurofighter Typhoon.
- Jaguar GR.1A i T.2A — zmodyfikowane w 1983 maszyny wyposażone w unowocześnione systemy nawigacyjne i komputery pokładowe.
- Jaguar GR.1B — modyfikacja z roku 1996 polegająca między innymi na wprowadzeniu systemu sterowania HOTAS i kolejnej modyfikacji urządzeń elektronicznych.
- Jaguar GR.3, GR.3A, T.4 — kolejne modyfikacje maszyn w ramach programu Jaguar 97, dostarczane do jednostek od roku 2000.

## Użycie Jaguarów

### Francja
Francuskie Jaguary wykorzystano bojowo po raz pierwszy w grudniu 1977 roku podczas misji stabilizacyjnej w Mauretanii. Następnie od 1978 roku wielokrotnie używano Jaguarów  w Czadzie przeciwko rebeliantom wspieranym przez Libię, a także przeciw samej Libii. Podczas operacji Pustynna Burza wykorzystywano Jaguary przeciwko wojskom irackim. Później używano ich w ramach operacji na Bałkanach po rozpadzie Jugosławii by ostatecznie wycofać je ze służby w 2001.

### Wielka Brytania
Brytyjskie Jaguary tak jak i francuskie wykorzystywano intensywnie podczas operacji Pustynna Burza. Łącznie wykonały one ponad 600 lotów bojowych przeciwko celom naziemnym.
Poza Francją i Wielką Brytanią Jaguary sprzedano także do Ekwadoru, Indii i Nigerii. Do 1989 roku wyprodukowano łącznie ponad 600 sztuk Jaguarów wszystkich wersji.

### Oman
Oman zakupił Jaguary w 1977 roku. Dostarczono dziesięć sztuk w wersji jednomiejscowej i dwie maszyny dwumiejscowe. W 1982 roku dokupiono kolejny tuzin a w drugiej połowie lat 80. następne trzy samoloty pochodzące z nadwyżek sprzętowych Wielkiej Brytanii i Indii. Samoloty brały udział w operacji Pustynna Burza. 6 sierpnia 2014 roku Oman wycofał z eksploatacji ostatnią z maszyn typu Jaguar.

### Indie
W 2016 roku rozpoczęto program modernizacji indyjskich Jaguarów DARIN III, oparty m.in. na nowym komputerze misji, wielofunkcyjnych wyświetlaczach ciekłokrystalicznych, stacji radiolokacyjnej i satelitarno-bezwładnościowym systemie nawigacji. Oprócz dotychczasowego uzbrojenia, mogą one przenosić kierowane bomby kasetowe CBU-105 i pociski powietrze-powietrze AIM-132 ASRAAM. Modernizacja ma pozwolić na skuteczne zwalczanie celów lądowych, powietrznych i morskich i loty w każdych warunkach atmosferycznych.